# Metaplastes oertzeni
Metaplastes oertzeni är en insektsart som först beskrevs av Brunner von Wattenwyl 1891.  Metaplastes oertzeni ingår i släktet Metaplastes och familjen vårtbitare. IUCN kategoriserar arten globalt som nära hotad. Inga underarter finns listade i Catalogue of Life.